# Ричмонд Боаћи
Ричмонд Боаћи (енгл. Richmond Boakye; Агого, 28. јануар 1993) је гански фудбалер. Игра на позицији нападача. Тренутно наступа за Слогу из Добоја.

## Каријера

### Младост
Фудбал је почео да тренира у локалном Бекем јунајтеду. После Бекем јунајтеда прелази у Ди Си јунајтед (клуб из Гане). Скаути Ђенове су га приметили на омладинском турниру у Вићенци 2008. године, и тад Боаћи почиње своју европску авантуру.

### Ђенова / Сасуоло
За сениоре Ђенове, Боаћи дебитује 3. априла 2010. године и одмах на дебију постиже погодак. За Ђенову је те сезоне одиграо 7 мечева. Следеће сезоне, Боаћи одлази на каљење у тада италијанског друголигаша Сасуоло. На позајмици у Сасуолу Боаћи блиста и приказује је свој раскошни таленат.
Тај таленат је приметио и сер Алекс Фергусон и показао завидно интересовање да Боаћија доведе међу "црвене ђаволе". Међутим, Јувентус је био бржи и Стара дама откупљује половину уговора од Ђенове. Због велике конкуренције у Торину, Јувентус га је оставио на новој позајмици у Сасуолу, где је Боаћи био ударна игла зелено-црних из Ређо Емилије на путу ка историјском пласману у Серију А. Боаћи је за те две године проведене у Сасуолу на 68 утакмица постигао 23 гола и забележио 8 асистенција.

### Елче
После епизоде у Сасуолу у лето 2013. године, Боаћи се јавља на припреме Јувентуса, али Антонио Конте је сматрао да би за њега било најбоље да оде на нову позајмицу. Најупорнији је био шпански Елче. Боаћи се добро снашао и у шпанској Примери. За Елче је у тој сезони одиграо 32 меча и постигао битних шест голова у Елчеовој борби за опстанак. Елче је на крају изборио опстанак у Примери али је избачен из лиге због финансијских проблема.

### Аталанта / Рода
У лето 2014. године, Боаћи се враћа у Италију, где Аталанта у потпуности преузима његов уговор уговор и откупљује Ђеновину половину за 1,3 милиона евра а Јувентусову за 1,6 милиона евра. За Аталанту у тој сезони наступа 22 пута и постиже 5 голова. Следеће сезоне Боаћи је послат на нову позајмицу, у холандску Роду. Колико се добро снашао у Примери тако се лоше снашао у холандској Ередевизији. На 10 наступа не бележи ниједан гол и уписује само једну асистенцију за једну полусезону.

### Латина
Аталанта га у јануару 2016. године шаље на нову позајмицу у друголигаша Латину. За Латину постиже 1 гол и наступа на 17 утакмица, почевши 8 мечева од старта. У лето 2016. године Латина откупљује његов уговор и он постаје званично члан овог клуба. Током јесењег дела сезоне 2016/17. на терен је излазио 16 пута и за 863 минута у игри постиже 3 гола и бележи једну асистенцију.

### Црвена звезда
Крајем јануара 2017. Боаћи долази на једноипогодишњу позајмицу у Црвену звезду. Дебитовао је у првом мечу пролећног дела првенства против Новог Пазара, а већ у наредном колу, на свом другом мечу за црвено-беле, постигао је два гола за победу свог тима од 3:0 против Бачке. Током пролећног дела сезоне 2016/17. постигао је 12 голова на 16 лигашких утакмица, а на 4 сусрета у Купу постигао је исто толико голова. Током јуна 2017. Латина је прогласила банкрот, па је Боаћи постао слободан играч. Боаћи је 27. јуна 2017. потписао трогодишњи уговор са Црвеном звездом.
У јесењем делу сезоне 2017/18. Боаћи је наставио са сјајним партијама. На 14 првенствених утакмица је постигао чак 15 голова, док је на 14 европских утакмица постигао 8 голова. Головима је погурао „црвено-беле” у групну фазу Лиге Европе, а касније и до шеснаестине финала овог такмичења. Постао је најбољи страни стрелац у историји ФК Црвена звезда. Због повреде није играо у двомечу шеснаестине финала Лиге Европе против московског ЦСКА. Укупно је за Звезду у свим такмичењима постигао 39 голова на 48 утакмица. Крајем фебруара 2018. прелази у кинески Ђангсу. За Ђангсу је одиграо 15 првенствених утакмица на којима је постигао три гола пре него што се 31. августа 2018. године вратио у Црвену звезду.
По истеку уговора у децембру 2020. године, Боаћи је напустио Црвену звезду.

## Трофеји

### Црвена звезда
- Суперлига Србије (2): 2018/19, 2019/20.